# USS Sand Lance (SS-381)
USS Sand Lance (SS-381) là một  tàu ngầm lớp Balao được Hải quân Hoa Kỳ chế tạo trong Chiến tranh Thế giới thứ hai. Nó là chiếc tàu chiến đầu tiên của Hải quân Hoa Kỳ được đặt cái tên này, theo tên họ Cá cát. Nó đã phục vụ trong suốt Thế Chiến II, thực hiện tổng cộng năm chuyến tuần tra và đánh chìm được mười tàu Nhật Bản, bao gồm một tàu tuần dương hạng nhẹ, với tổng tải trọng 37.368 tấn. Được cho ngừng hoạt động sau khi xung đột chấm dứt vào năm 1946, nó được chuyển cho Brazil vào năm 1960 để tiếp tục phục vụ như là chiếc Rio Grande do Sul (S-11) cho đến năm 1972. Con tàu cuối cùng bị tháo dỡ để làm nguồn phụ tùng. Sand Lance được tặng thưởng danh hiệu Đơn vị Tuyên dương Tổng thống cùng năm Ngôi sao Chiến trận do thành tích phục vụ trong Thế Chiến II.

## Thiết kế và chế tạo
Thiết kế của lớp Balao được cải tiến dựa trên  tàu ngầm lớp Gato dẫn trước, là một kiểu tàu ngầm hạm đội có tốc độ trên mặt nước cao, tầm hoạt động xa và vũ khí mạnh để tháp tùng hạm đội chiến trận. Khác biệt chính so với lớp Gato là ở cấu trúc lườn chịu áp lực bên trong dày hơn, và sử dụng thép có độ đàn hồi cao (HTS: High-Tensile Steel), cho phép lặn sâu hơn đến 400 ft (120 m). Con tàu dài 311 ft 9 in (95,02 m) và có trọng lượng choán nước 1.526 tấn Anh (1.550 t) khi nổi và 2.424 tấn Anh (2.463 t) khi lặn. Chúng trang bị động cơ diesel dẫn động máy phát điện để cung cấp điện năng cho bốn động cơ điện, đạt được công suất 5.400 shp (4.000 kW) khi nổi và 2.740 shp (2.040 kW) khi lặn, cho phép đạt tốc độ tối đa 20,25 hải lý trên giờ (37,50 km/h) và 8,75 hải lý trên giờ (16,21 km/h) tương ứng. Tầm xa hoạt động là 11.000 hải lý (20.000 km) khi đi trên mặt nước ở tốc độ 10 hải lý trên giờ (19 km/h) và có thể hoạt động kéo dài đến 75 ngày.
Tương tự như lớp Gato dẫn trước, lớp Balao được trang bị mười ống phóng ngư lôi 21 in (530 mm), gồm sáu ống trước mũi và bốn ống phía phía đuôi tàu, chúng mang theo tối đa 24 quả ngư lôi. Vũ khí trên boong tàu gồm một hải pháo 4 inch/50 caliber, một khẩu pháo phòng không Bofors 40 mm nòng đơn và một khẩu đội Oerlikon 20 mm nòng đôi, kèm theo hai súng máy .50 caliber. Trên tháp chỉ huy, ngoài hai kính tiềm vọng, nó còn trang bị ăn-ten radar SD phòng không và SJ dò tìm mặt biển. Tiện nghi cho thủy thủ đoàn bao gồm điều hòa không khí, thực phẩm trữ lạnh, máy lọc nước, máy giặt và giường ngủ cho hầu hết mọi người, giúp họ chịu đựng cái nóng nhiệt đới tại Thái Bình Dương cùng những chuyến tuần tra kéo dài đến hai tháng rưỡi.
Sand Lance được đặt lườn tại Xưởng hải quân Portsmouth ở Kittery, Maine vào ngày 12 tháng 3, 1943. Nó được hạ thủy vào ngày 25 tháng 6, 1943, được đỡ đầu bởi bà Edith Burrows, và được cho nhập biên chế cùng Hải quân Hoa Kỳ vào ngày 9 tháng 10, 1943 dưới quyền chỉ huy của Hạm trưởng, Trung tá Hải quân Malcolm Everett Garrison.

## Lịch sử hoạt động

### 1943
Sau khi tiến hành chạy thử máy và huấn luyện ngoài khơi Căn cứ Hải quân New London, Connecticut cho đến ngày 18 tháng 12, 1943, Sand Lance lên đường hướng sang khu vực kênh đào Panama. Nó băng qua kênh đào vào ngày 30 tháng 12 để đi sang khu vực Thái Bình Dương, và đi đến Trân Châu Cảng vào ngày 17 tháng 1, 1944.

### 1944

#### Chuyến tuần tra thứ nhất
Khởi hành vào ngày 8 tháng 2, 1944 cho chuyến tuần tra đầu tiên trong chiến tranh, Sand Lance ghé đến Midway để tiếp thêm nhiên liệu trước khi đi sang khu vực tuần tra tại quần đảo Kuril, và đã chịu đựng hai cơn bão trên đường đi. Đi đến ngoài khơi Paramushiro vào ngày 24 tháng 2, nó đã phóng ngư lôi đánh chìm tàu chở hàng Kaiko Maru (3.548 tấn) tại vị trí mũi cực Nam Paramushiro, ở tọa độ 50°02′B 155°30′Đ / 50,033°B 155,5°Đ. Trong đêm 2-3 tháng 3, bất chấp kính tiềm vọng số 1 bị hư hại do va phải băng trôi, nó quyết định tấn công một đoàn tàu vận tải được phát hiện qua radar, và đã đánh chìm chiếc tàu chở hàng Akashisan Maru (4.521 tấn) dẫn đầu đoàn tàu ở vị trí khoảng 21 nmi (39 km) về phía Nam đảo Urup, tại tọa độ 46°00′B 149°08′Đ / 46°B 149,133°Đ; toàn bộ 45 thành viên thủy thủ đoàn trên tàu đều tử trận. Chiếc tàu ngầm cũng đã gây hư hại cho những tàu vận tải khác trong trận này.
Trong đêm 12-13 tháng 3, Sand Lance đang đi trên mặt biển ngoài khơi đảo Honshū khi nó bất ngờ bị một máy bay đối phương tấn công, buộc nó phải lặn xuống để né tránh. Khi trở lên độ sâu kính tiềm vọng lúc khoảng 02 giờ 00, tại vị trí 40 mi (64 km) về phía Tây Nam đảo Hachijō-jima, nó phát hiện đã trồi lên ngay giữa một đoàn tàu vận tải bao gồm năm tàu buôn được ba tàu vũ trang hộ tống. Chỉ với sáu quả ngư lôi còn lại, nó vẫn quyết định tấn công, và cả sáu quả đều trúng đích. Bốn quả ngư lôi phía đuôi đánh trúng một tàu buôn và một tàu tuần dương hạng nhẹ trong khi hai quả ngư lôi phía mũi đánh trúng một tàu buôn khác. Tàu tuần dương Tatsuta và tàu chở quân Kokuyo Maru (4.607 tấn) bị đánh chìm cùng tại tọa độ 32°52′B 139°12′Đ / 32,867°B 139,2°Đ; Tatsuta chịu tổn thất 26 người tử trận, trong khi Kokuyo Maru đang vận chuyển 1.029 binh lính. Sau đó chiếc tàu ngầm phải lặn sâu trong suốt 16 giờ để né tránh khoảng 100 quả mìn sâu do các tàu khu trục hộ tống thả xuống phản công. Cuối cùng nó vẫn thoát đi được và về đến Trân Châu Cảng vào ngày 23 tháng 4. Thành công đáng kể của Sand Lance ngay trong chuyến tuần tra đầu tiên đã mang lại cho con tàu danh hiệu Đơn vị Tuyên dương Tổng thống.

#### Chuyến tuần tra thứ hai
Sand Lance dành trọn chuyến tuần tra thứ hai để hoạt động tại khu vực quần đảo Mariana, dọn đường cho chiến dịch đổ bộ lên khu vực này. Ở phía Bắc Saipan vào ngày 3 tháng 5, nó phóng ngư lôi đánh chìm tàu chở hàng Kenan Maru (3.129 tấn) tại tọa độ 15°29′B 145°42′Đ / 15,483°B 145,7°Đ. Lúc 15 giờ 14 phút ngày 11 tháng 5, nó phóng ngư lôi đánh chìm tàu chở hành khách Mitakesan Maru (4.441 tấn) tại vị trí khoảng 20 nmi (37 km) về phía Tây Saipan, tại tọa độ 14°57′B 145°30′Đ / 14,95°B 145,5°Đ, một thành viên thủy thủ đoàn đã tử trận. Vào ngày 14 tháng 5, lúc 14 giờ 30 phút, nó tiếp tục đánh chìm tàu chở hàng Koho Maru (4.291 tấn) tại vị trí về phía Tây Nam Apra Harbor, Guam, tại tọa độ 13°43′B 144°42′Đ / 13,717°B 144,7°Đ; bảy pháo thủ cùng 42 thành viên thủy thủ đoàn đã tử trận. Chỉ ba ngày sau đó, ngoài khơi Saipan, nó sử dụng hết số ngư lôi còn lại để đánh chìm tàu chở hàng Taikoku Maru (2.633 tấn) tại tọa độ 14°57′B 144°47′Đ / 14,95°B 144,783°Đ và tàu chở hành khách Fukko Maru (3.834 tấn) tại tọa độ 14°55′B 142°30′Đ / 14,917°B 142,5°Đ. Chiếc tàu ngầm quay trở về căn cứ Fremantle, Australia vào ngày 5 tháng 6.

#### Chuyến tuần tra thứ ba
Trở ra khơi vào ngày 3 tháng 7 cho chuyến tuần tra thứ ba, Sand Lance hoạt động tại các vùng biển Molucca và Celebes. Vào ngày 14 tháng 7, nó đã đánh chìm tàu pháo Taiko Maru (2.984 tấn) tại tọa độ 6°00′N 121°30′Đ / 6°N 121,5°Đ cùng gây hư hại cho một tàu khác. Bến ngày sau đó nó cơ động để tấn công một tàu vận tải lớn tại quần đảo Sulu nhưng bị tàu hộ tống đối phương ngăn chặn. Nó không tìm thấy mục tiêu nào khác cho đến ngày 1 tháng 8, khi nó gây hư hại cho một tàu chở hàng tại vịi trí về phía Nam đảo Lombok. Hai ngày sau đó, nó suýt bị ném trúng bom tại vùng biển nông của vịnh Amoesang về phía Bắc Celebes, nhưng đã rút lui kịp thời ra vùng biển sâu.
Đang khi tấn công các tàu chở hàng nhỏ dọc theo bờ biển Celebes vào ngày 6 tháng 8, Sand Lance chịu đựng các quả bom ném xuống gần đuôi tàu, làm hỏng trục chân vịt bên mạn trái, và một quả ngư lôi mắc kẹt trong ống phóng phía đuôi tàu. Chiếc tàu ngầm trồi lên độ sâu 100 ft (30 m) để phóng bỏ quả ngư lôi, và nó bị kích nổ sớm chỉ tám giây sau đó, gây thêm những hư hại phía đuôi tàu. Tuy nhiên vụ nổ đã khiến đối phương tin rằng họ đã phá hủy được chiếc tàu ngầm nên không có đợt tấn công nào khác. Sand Lance trồi lên mặt biển khi trời tối, nhưng chỉ với một chân vịt hoạt động, nó buộc phải quay trở về căn cứ, về đến Fremantle vào ngày 19 tháng 8. Nó lên đường vào ngày 10 tháng 9 để quay trở về Trân Châu Cảng, và tiếp tục đi đến vùng bờ Tây để được sửa chữa tại Xưởng hải quân Mare Island, đến nơi vào ngày 1 tháng 11.

### 1945

#### Chuyến tuần tra thứ tư
Sau khi công việc sửa chữa hoàn tất vào ngày 13 tháng 3, 1945, Sand Lance lên đường quay trở lại Trân Châu Cảng. Trong chuyến tuần tra thứ tư kéo dài từ ngày 10 tháng 4 đến ngày 6 tháng 6 dọc theo bờ biển các đảo chính quốc Honshū và Hokkaidō, nó chỉ bắt gặp một mục tiêu duy nhất, và đã phóng ngư lôi đánh chìm một tàu chở hàng ven biển không xác định vào ngày 14 tháng 5. Nó kết thúc chuyến tuần tra khi quay trở về căn cứ Midway vào ngày 6 tháng 6.

#### Chuyến tuần tra thứ năm
Một tháng sau đó, Sand Lance khởi hành từ Midway cho chuyến tuần tra thứ năm, được tiếp thêm nhiên liệu tại Saipan trước khi đảm nhiệm vai trò tìm kiếm và giải cứu hỗ trợ cho hoạt động không kích xuống chính quốc Nhật Bản. Sau khi Nhật Bản chấp nhận đầu hàng vào ngày 15 tháng 8, giúp chấm dứt vĩnh viễn cuộc xung đột, nó lên đường vào ngày hôm sau để hướng về San Francisco, California ngang qua Midway và Trân Châu Cảng. Chiếc tàu ngầm đi vào Xưởng hải quân Hunter's Point vào ngày 7 tháng 9 để chuẩn bị ngừng hoạt động, Nó được cho xuất biên chế tại San Francisco vào ngày 14 tháng 2, 1946 và được đưa về Hạm đội Dự bị Thái Bình Dương.

### Rio Grande do Sul(S-11)
Được dự định để chuyển giao cho Brazil trong khuôn khổ Chương trình viện trợ quân sự, Sand Lance được đưa ra khỏi thành phần dự bị, được tân trang và nhập biên chế trở lại tại Trân Châu Cảng vào ngày 6 tháng 4, 1963. Nó rời Trân Châu Cảng vào ngày 24 tháng 6, đi đến San Francisco vào ngày 1 tháng 7, nơi nó đón lên tàu sĩ quan và thủy thủ người Brazil để tiến hành huấn luyện. Khi hoàn tất vào ngày 7 tháng 9, chiếc tàu ngầm được cho xuất biên chế và chuyển giao cho Brazil, và hoạt động cùng Hải quân Brazil như là chiếc Rio Grande do Sul (S-11), đặt theo tên tiểu bang Rio Grande do Sul của Brazil.
Con tàu được rút khỏi danh sách Đăng bạ Hải quân Hoa Kỳ, và trên danh nghĩa được hoàn trả cho Hoa Kỳ vào ngày 15 tháng 9, 1972; tuy nhiên nó được bán trở lại cho Brazil với giá 55.000 USD vào ngày 12 tháng 10. Con tàu sau cùng bị bán để tháo dỡ vào ngày 6 tháng 1, 1974 và tháo dỡ trong năm 1975.

## Phần thưởng
Sand Lance được tặng thưởng danh hiệu Đơn vị Tuyên dương Tổng thống cùng năm Ngôi sao Chiến trận do thành tích phục vụ trong Thế Chiến II. Nó được ghi công đã đánh chìm được mười tàu Nhật Bản với tổng tải trọng 37.368 tấn.
|  |             |  |
|  | Silver star |  |

| Dãi băng Hoạt động Tác chiến  | Dãi băng Hoạt động Tác chiến                                            | Đơn vị Tuyên Dương Tổng thống                                           | Đơn vị Tuyên Dương Tổng thống        |
| Huân chương Chiến dịch Hoa Kỳ | Huân chương Chiến dịch Châu Á-Thái Bình Dương với 5 Ngôi sao Chiến trận | Huân chương Chiến dịch Châu Á-Thái Bình Dương với 5 Ngôi sao Chiến trận | Huân chương Chiến thắng Thế Chiến II |